# USS Walter B. Cobb (APD-106)
USS Walter B. Cobb (APD-106) là một tàu vận chuyển cao tốc lớp Crosley, nguyên được cải biến từ chiếc DE-596, một tàu hộ tống khu trục lớp Rudderow, và đã phục vụ cùng Hải quân Hoa Kỳ trong Chiến tranh Thế giới thứ hai. Nó là chiếc tàu chiến duy nhất của Hải quân Hoa Kỳ được đặt cái tên này, theo tên hạ sĩ quan Walter Benjamin Cobb (1919–1942), người từng phục vụ cùng tàu khu trục Mugford (DD-389) trong Trận chiến đảo Savo trước khi rơi xuống nước trong chiến đấu và được tàu khu trục Ralph Talbot (DD-390) vớt lên; Cobb tiếp tục tham gia tác chiến cùng Ralph Talbot, đã tử trận vào ngày 9 tháng 8, 1942 và được truy tặng Huân chương Ngôi sao Bạc. Nó đã phục vụ cho đến khi chiến tranh kết thúc, xuất biên chế năm 1946, rồi được huy động trở lại để phục vụ từ năm 1951 đến năm 1957. Con tàu được chọn để chuyển cho Đài Loan vào năm 1966, nhưng bị đắm trên đường đi.

## Thiết kế và chế tạo
Thiết kế của lớp Crosley dựa trên việc cải biến lớp tàu hộ tống khu trục Rudderow. Cấu trúc thượng tầng con tàu được mở rộng, đồng thời tháo dỡ bớt vũ khí trang bị để lấy chỗ bố trí nơi nghỉ cho 162 binh lính được vận chuyển cùng khoảng 40 tấn trang bị. Hệ thống động lực tương tự như với các lớp Buckley và Rudderow; là kiểu động cơ turbine-điện General Electric, cung cấp điện năng cho mô-tơ điện để dẫn động hai trục chân vịt.
Dàn vũ khí được giữ lại bao gồm một khẩu pháo 5 inch (130 mm)/38 cal bố trí một phía trước mũi; ba khẩu đội pháo phòng không Bofors 40 mm nòng đôi và sáu pháo phòng không Oerlikon 20 mm; vũ khí chống ngầm gồm hai đường ray Mk. 9 để thả mìn sâu. Thủy thủ đoàn đầy đủ bao gồm 15 sĩ quan và 168 thủy thủ; và con tàu được bố trí tiện nghi để vận chuyển 12 sĩ quan cùng 150 binh lính đổ bộ.
Walter B. Cobb được đặt lườn như là chiếc DE-596 tại Xưởng tàu Bethlehem-Hingham ở Hingham, Massachusetts vào ngày 15 tháng 1, 1944. Nó được hạ thủy vào ngày 23 tháng 2, 1944, được đỡ đầu bởi bà Huey Cobb. Đang khi được hoàn thiện, con tàu được xếp lại lớp như một tàu vận chuyển cao tốc vào ngày 17 tháng 7, 1944, mang ký hiệu lườn mới APD-106, và nhập biên chế cùng Hải quân Hoa Kỳ vào ngày 25 tháng 4, 1945 dưới quyền chỉ huy của Hạm trưởng, Thiếu tá Hải quân Robert E. Parker.

## Lịch sử hoạt động

### 1945 - 1946
Sau khi hoàn tất việc chạy thử máy huấn luyện tại khu vực vịnh Guantánamo, Cuba, Walter B. Cobb được chuẩn bị để điều động sang khu vực Mặt trận Thái Bình Dương. Nó khởi hành từ Hampton Roads, Virginia vào ngày 24 tháng 6, 1945 để hướng sang vùng bờ biển California, băng qua kênh đào Panama vào ngày 1 tháng 7, và đi đến San Diego  một tuần sau đó. Con tàu tiếp tục thực hành huấn luyện đổ bộ tại khu vực này cho đến tháng 8 nhằm chuẩn bị cho việc đổ bộ lên các đảo chính quốc Nhật Bản, rồi đón lên tàu Đội phá hoại dưới nước (UDT: Underwater Demolition Team) 27 vào ngày 13 tháng 8. Tuy nhiên vào ngày hôm sau, bên kia đường đổi ngày quốc tế, Đế quốc Nhật Bản đã chấp nhận đầu hàng giúp chấm dứt vĩnh viễn cuộc xung đột.
Walter B. Cobb lên đường vào ngày 17 tháng 8 để hướng sang Nhật Bản ngang qua Trân Châu Cảng, rồi tiến vào vịnh Tokyo vào ngày 4 tháng 9. Đội UDT-27 phối thuộc cùng con tàu đã tiến hành trinh sát các bãi đổ bộ, dọn chướng ngại vật và đánh dấu các khu vực đổ bộ nhằm chuẩn bị cho việc đổ bộ lực lượng chiếm đóng tại khu vực Tokyo. Nó sau đó quay trở Trân Châu Cảng ngang qua Guam và Eniwetok, và tham gia vào Chiến dịch Magic Carpet, việc vận chuyển các cựu quân nhân hồi hương sau khi chiến tranh đã chấm dứt. Nó thực hiện một chuyến đi giữa Trân Châu Cảng và San Diego trước khi lên đường đi Philippines vào ngày 30 tháng 10. Đi ngang qua Guam, nó đi đến Manila vào ngày 13 tháng 11, và sau đó ghé đến vịnh Subic, Samar và Leyte cùng hai lần viếng thăm Manila trước khi rời khu vực quần đảo Philippine vào ngày 22 tháng 1, 1946 để quay trở về Hoa Kỳ.
Sau khi về đến San Pedro, Los Angeles, California, Walter B. Cobb tiếp tục đi sang vùng bờ Đông, băng qua kênh đào Panama và đi đến New York vào ngày 9 tháng 3. Con tàu được cho xuất biên chế tại Green Cove Springs, Florida vào ngày 29 tháng 3, 1946 và được đưa về Hạm đội Dự bị Đại Tây Dương, sau đó được kéo đến Mayport, Florida vào tháng 4, 1948.

### 1951 - 1957
Sau khi Chiến tranh Triều Tiên bùng nổ, Walter B. Cobb được cho nhập biên chế trở lại vào ngày 6 tháng 2, 1951. Nó tiến hành chạy thử máy huấn luyện tại khu vực vịnh Guantánamo, Cuba trước khi tham gia huấn luyện thực hành đổ bộ ngoài khơi Little Creek, Virginia, cảng nhà của nó trong giai đoạn 1951-1954. Con tàu từng thực hiện hai chuyến đi sang khu vực Địa Trung Hải cùng ba chuyến đi thực tập dành cho học viên sĩ quan đến Anh và Ireland; đến Canada và Cuba; và đến Brazil. Sau khi hoàn tất một cuộc tập trận đổ bộ tại Little Creek và tại Onslow Beach, North Carolina, nó khởi hành từ Little Creek vào ngày 30 tháng 11, 1954 để chuyển sang vùng bờ Tây Hoa Kỳ.
Đặt cảng nhà tại Long Beach, California, Walter B. Cobb hoạt động chủ yếu tại vùng Viễn Đông trong giai đoạn 1955-1956. Nó tham gia các đợt huấn luyện và tập trận tại Yokosuka, Sasebo và Kure trước khi quay trở về vùng bờ Tây ngang qua Trân Châu Cảng. Con tàu lại được cho xuất biên chế vào ngày 15 tháng 5, 1957 và đưa về thành phần dự bị tại Xưởng hải quân Mare Island, Vallejo, California. Tên nó được cho rút khỏi danh sách Đăng bạ Hải quân vào ngày 15 tháng 1, 1966,

### Số phận
Cùng với tàu vận chuyển cao tốc USS Gantner (APD-42), Walter B. Cobb được bán cho chính phủ Trung Hoa dân quốc vào ngày 22 tháng 2, 1966, và được Đài Loan tiếp quản vào ngày 15 tháng 3. Cả hai được chiếc tàu kéo Đài Loan Ta Tung kéo đi vượt Thái Bình Dương. Tuy nhiên trên đường đi vào ngày 21 tháng 4, hai chiếc tàu vận chuyển cao tốc đã va chạm với nhau và đều bị hư hại nặng. Gantner được kéo đến đảo Treasure, San Francisco, nhưng Walter B. Cobb bị nghiêng dần từ 18 lên đến 40 độ và ngập nước phía đuôi tàu. Nó đắm với đuôi chìm trước lúc 23 giờ 40 phút ngày 21 tháng 4, 1966; xác tàu đắm nằm ở độ sâu 2.100 sải (12.600 ft; 3.800 m).

## Phần thưởng
Nguồn: Navsource Naval History
|  |  |  |
|  |  |  |

| Huân chương Chiến dịch Hoa Kỳ        | Huân chương Chiến dịch Hoa Kỳ           | Huân chương Chiến dịch Châu Á-Thái Bình Dương | Huân chương Chiến dịch Châu Á-Thái Bình Dương |
| Huân chương Chiến thắng Thế Chiến II | Huân chương Phục vụ Chiếm đóng Hải quân | Huân chương Phục vụ Chiếm đóng Hải quân       | Huân chương Phục vụ Phòng vệ Quốc gia         |